# Stabilisateur automatique
Un stabilisateur automatique est, en économie, un mécanisme économique de dépense publique automatique, passive, et anti-cyclique. Il s'agit de l'ensemble des dépenses qui augmentent mécaniquement durant une crise économique ou un ralentissement conjoncturel. Il s'agit principalement des impôts et des prestations sociales.

## Concept
Raphaël Espinoza définit la stabilisation automatique comme « la capacité des finances publiques à atténuer les conséquences des événements conjoncturels sur l'activité. Lorsque l'économie est en expansion, les impôts augmentent avec la hausse de la consommation et de l'emploi et les prestations sociales baissent avec le recul du chômage. La hausse des impôts et la baisse des prestations conduit alors à une réduction de la croissance. L'augmentation initiale de l'activité est donc réduite par le fonctionnement des stabilisateurs automatiques. La situation est symétrique lorsque l'économie connaît un ralentissement ».
Ainsi, les stabilisateurs automatiques permettraient d'amortir, voire d'éliminer des fluctuations transitoires ne nécessitant pas d'ajustement structurel, comme les mauvaises récoltes. Ils ne peuvent toutefois se substituer à des réformes structurelles lorsqu'elles sont nécessaires pour redémarrer de manière soutenable la croissance.
Les stabilisateurs automatiques jouent un rôle important en termes de protection sociale durant les crises. Les dépenses sociales, en augmentant mécaniquement, permettent d'assurer un niveau de vie minimum.

## Exemples
Les mécanismes d'indemnisation du chômage permettent d'éviter une forte chute de la consommation des chômeurs en cas de crise économique, et évitent ainsi de l'aggraver par une chute de la demande. Comme cependant (hormis d'un certain point de vue le temps ou les services écosystémiques), rien n'est a priori gratuit (un repas gratuit, ca n'existe pas) ; les sommes versées aux chômeurs viennent de quelque part ; soit elles ont été offertes, soit il a fallu les épargner au préalable, soit il faut les emprunter et il faudra les rembourser plus tard, toutes situations impliquant nécessairement une baisse de la demande (ailleurs, avant ou après l'épisode).

### Modèle keynésien simple
Soit le modèle keynésien suivant :
{\displaystyle \quad {\begin{cases}C=c_{o}+c(1-t)Y\\M=m_{o}+mY\\Y=C+I+X-M\end{cases}}}
avec {\displaystyle C} la consommation ({\displaystyle c} est la propension marginale à consommer et {\displaystyle t} le taux moyen et marginal d'imposition), {\displaystyle Y} le revenu national, {\displaystyle M} les importations (m est la propension marginale à importer), {\displaystyle X} les exportations et {\displaystyle I} les investissements.
En résolvant ce système on obtient :
{\displaystyle Y={\frac {1}{1-c(1-t)+m}}{\big [}X+I+c_{o}-m_{o}{\big ]}}
Les impôts sont un stabilisateur automatique car le multiplicateur devient plus petit. Si {\displaystyle c=0.6,t=0.2,m=0.1} alors le multiplicateur est {\displaystyle 2} sans impôts et {\displaystyle 1.6} avec un impôt de 20 % du revenu. Par ailleurs, une baisse des exportations de 100 réduit le revenu national de 160 contre 200 sans impôts. On peut élargir ce modèle en introduisant la contrainte budgétaire du gouvernement.
Si, dans un cadre de choix intertemporel, la consommation dépend du revenu permanent plutôt que du revenu courant alors l'effet du multiplicateur serait plus faible, voire nul. Dans ce cas c'est le comportement du consommateur qui a un effet stabilisateur.
En utilisant le modèle économétrique FRB/US, Cohen et Follette estiment que, aux États-Unis, les stabilisateurs réduisent le multiplicateur d'environ 10 % (de 1,35 à 1,23).
Selon l'OCDE, "les stabilisateurs automatiques ont amorti les fluctuations conjoncturelles de l'activité économique dans une proportion d'un quart en moyenne ".

## Capacité de stabilisation en France
Des avis contradictoires sont donnés sur cette capacité par différents économistes, qui utilisent différents critères et modèles pour leurs évaluations.
- En 2001, dans une étude commandée par la Commission européenne sur les capacités de stabilisation des économies des pays européens, Brunila et son équipe considéraient, selon le type de chocs et sur la base du calcul des sensibilités respectives des budgets publics, que la France, était grâce à une charge fiscale élevée, le premier pays en termes de capacité de stabilisation (23 % après un choc de consommation, 13 % après un choc de productivité)[2].
- Deux ans avant, Paul Van den Noord en comparant une vingtaine de pays de l'OCDE, considérait, que la France était, selon lui, avec une atténuation potentielle de 14 % derrière la Finlande (58 %) ou l'Allemagne (31 %). Une sensibilité plus faible des finances publiques à l'activité expliquait ce classement[2].
- Pour la période 2000-2003, R. Barrel et A.M. Pina - sur la base du modèle NiGEMet - considéraient que la France disposait d'une capacité de stabilisation de 7 %, derrière l'Allemagne (18 %) ou l'Espagne (13 %), à  cause d'une propension à consommer induisant un faible multiplicateur budgétaire[2].